# Adventureland (Film)
Adventureland ist eine US-amerikanische Tragikomödie aus dem Jahr 2009 von Greg Mottola.

## Handlung
Sommer 1987: James Brennan hat gerade das Oberlin College absolviert. Am Ende der Abschlussfeier macht seine Freundin mit ihm Schluss – nach Meinung seiner Freunde, weil er ihr offenbart hat, dass er noch „Jungfrau“ ist. Seine Eltern können ihm die zum Abschluss geschenkte Reise nach Europa nicht bezahlen, da sein Vater einen schlechter bezahlten Job annehmen musste. Aufgrund des Jobwechsels können seine Eltern ihm zudem die Ausbildung an der Columbia University nicht bezahlen. James zieht mit seinen Eltern um, beginnt mit der Jobsuche und wird schließlich im Adventureland, einem lokalen Vergnügungspark in seiner Heimatstadt Pittsburgh, eingestellt, wo er einen der Stände betreut. James’ Unzufriedenheit mit seiner schlecht bezahlten Arbeit ändert sich erst, als er seine neue Kollegin Emily „Em“ Lewin kennenlernt, die ihn auf eine Party einlädt. Sie war früher mit Mike Connell, einem Teilzeitmusiker und Mitarbeiter James’, zusammen.
Bei einem Drink in einer Bar am nächsten Tag beichtet James Em versehentlich seine Jungfräulichkeit, was Em niedlich findet. Am Fluss küssen sie sich zum ersten Mal. James erzählt Connell am nächsten Tag von seinen Gefühlen für Em, woraufhin der das Paar trennen will. Er bringt James dazu, mit einer anderen Kollegin auszugehen, und verunsichert Em in Bezug auf ihre Beziehung mit James. Beide finden wieder zueinander, als James Em vor einem wütenden Kunden rettet. James berichtet Em von seiner kurzen Beziehung mit der Kollegin, während Em ihm ihre noch laufende Beziehung mit Mike verschweigt. Er erfährt über Dritte davon und trennt sich von Em, die anschließend nach New York City geht und dort an der NYU studiert.
Fast zu spät erkennt James, dass alles ein falsches Spiel von Mike war. Er geht nach New York, um Em zu finden. Beide versöhnen sich, und James verliert am Ende seine Jungfräulichkeit.

## Hintergrund
Adventureland wurde im Jahr 2007 in Pittsburgh, Pennsylvania gefilmt. Die meisten Szenen entstanden in Kennywood, einem historischen Freizeitpark in der Nähe von West Mifflin, Pennsylvania. Der Freizeitpark im Film basiert auf dem Adventureland, einem Freizeitpark in East Farmingdale, New York, wo Regisseur Greg Mottola in den 1980er-Jahren gearbeitet hat.

## Kritiken
„Eine kleine Filmperle im von allerlei überproduzierten Seegurken besiedelten Blockbuster-Meer dieses Sommers. Unbedingt ansehen.“

## DVD & Blu-ray – Veröffentlichung in Deutschland
Die DVD und die Blu-ray erschienen am 2. Juni 2010.

## Trivia
Im Film ist Falcos Nummer-1-Hit Rock Me Amadeus zu hören. James beschwert sich im Film, dass sie den Song angeblich 20 Mal am Tag spielen.